# Andrea Tafi (artista)

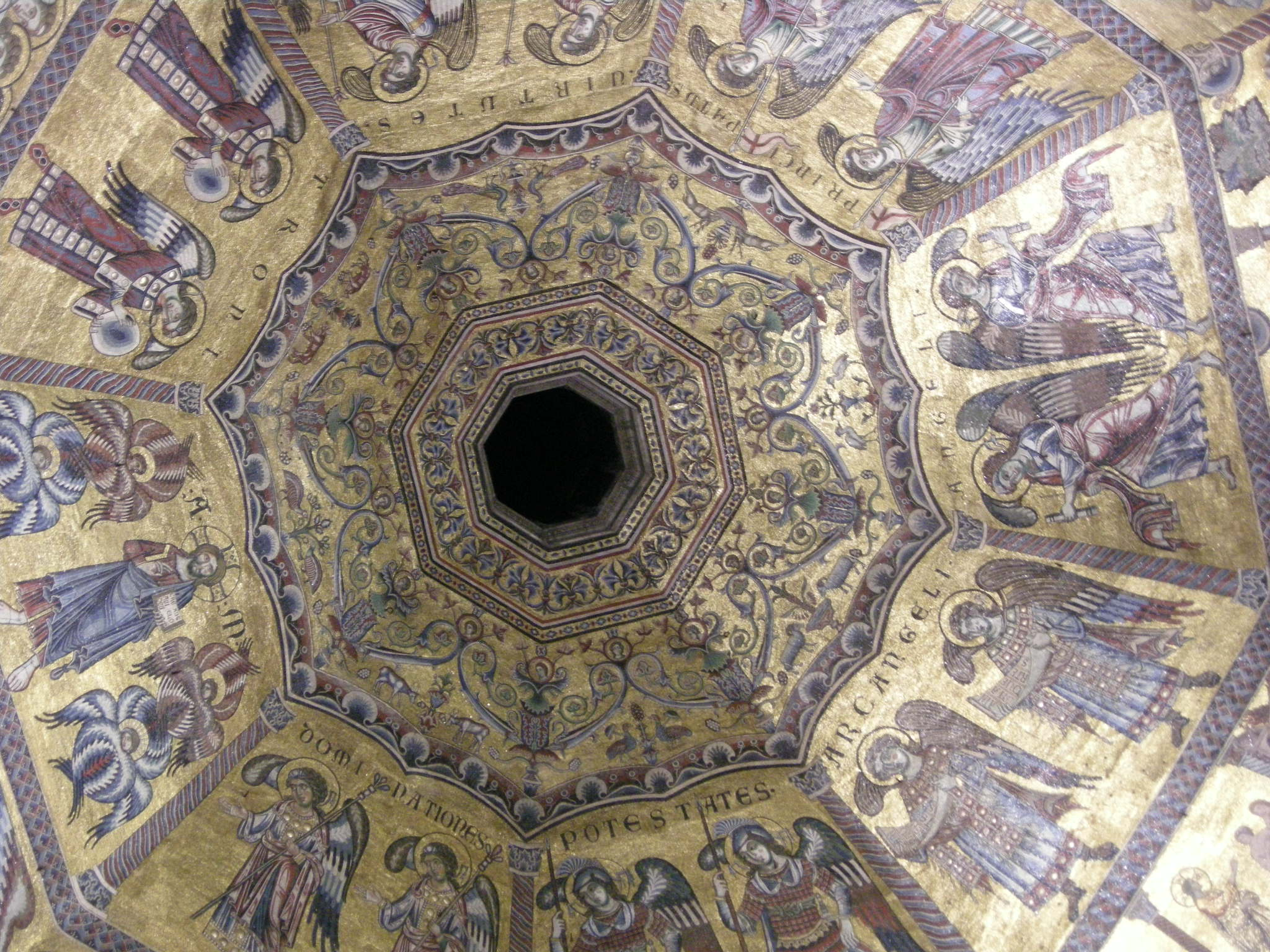
Mosaico del Baptisterio de San Juan (Florencia).

Andrea Tafi fue un pintor italiano activo entre 1250 y 1290. Su obra más conocida es el trabajo que efectuó en el mosaico del Baptisterio de San Juan (Florencia), obra que continuó su alumno Buonamico Buffalmacco.

...En su primera juventud, Buonamico Cristofani, Florentin, conocido como Buffalmaccopor su buen humor, fue aprendiz en el taller de Andrea Tafi, pintor y artista del mosaico. Pero Tafi era un maestro hábil. Después de haber ido a Venecia, cuando fue Apolonio revestía las paredes de mosaico de San Marcos, el conoció por su astucia los secretos que los griegos guardaban con cuidado. De vuelta a su ciudad natal, llegó a ser tan famoso en el arte de componer las imágenes con el montaje de una multitud de pequeños cuadrados de vidrio de diversos colores, que no podía atender toda la demanda que se le hizo...
Anatole France, Joyeux Buffalmacco en El pozo de Santa Clara (1894)

Tafi aparece representado en el cuadro de Frederic Leighton, la famosa Virgen de Cimabue llevada en procesión por las calles de Florencia (1853 a 1855). El tema de este cuadro está basado en la narración de Giorgio Vasari sobre el traslado de la Madonna de los Rucellai desde la casa de Cimabue a la iglesia de Santa Maria Novella en Florencia.
Vasari incluye la biografía de Andrea Tafi a su Le Vite, incluyendo la anécdota de cómo Buonamico Buffalmacco tuvo que disfrazarse de diablo para convencer Tafi de no levantarse tan de mañana.

## Bibliografïa
- André Chastel, « Andrea Tafi » in Fables, formes, figures, Flammarion, 1978, ISBN 2082107094 y ISBN 9782082107099 (en francés)
- Gustave Clausse, Basiliques et mosaiques chrétiennes : Italie méidionale. Sicile. Vénétie. Toscane. Rome, E. Leroux, 1893 (en francés)